# Vinko Puljić
Vinko Puljić, bosansko-hercegovski rimskokatoliški duhovnik, škof in kardinal, * 8. september 1945, Prijećani pri Banjaluki, Bosna in Hercegovina.

## Življenjepis
29. junija 1970 je prejel duhovniško posvečenje.
19. novembra 1990 je bil imenovan za nadškofa Vrhbosne (Sarajevo) in 6. januarja 1991 je prejel škofovsko posvečenje.
26. novembra 1994 je bil povzdignjen v kardinala in imenovan za kardinala-duhovnika S. Chiara a Vigna Clara.
Kardinal Puljić je tekom vojne v Bosni i Hercegovini dosegel ustanovitev posebne Škofovske konference BiH, ki ji je predsedoval v treh madnatnih obdobjih v letih 1995-2002, 2005-10 in 2015-22 (izmenjaje z banjaluškim škofom Franjem Komarico).
Dne 29. januarja 2022 je papež Frančišek sprejel njegov odstop zaradi dopoljnene starosti in ga upokojil. Kot novi  Vrhbosansko-sarajevski nadškof ga je nasledil nadškof-koadjutor (od 2020) Tomo Vukšić z umestitvijo 12. marca 2022.